# Frank Calvert
Frank Calvert (1828 – 1908) fue un funcionario consular inglés en el Mediterráneo oriental, a la vez que arqueólogo aficionado. Fue un contribuidor esencial para el descubrimiento de la antigua ciudad de Troya protagonizado por Heinrich Schliemann, que se quedaría con el mérito del descubrimiento de Troya.

## Biografía
Frank era el menor de los siete hijos de James Calvert (1778-1852), de Malta, y Louisa Ann Lander (1792-1867). 
Ya en 1822, la colina de Hisarlik había sido señalada por Charles Maclaren por la posibilidad de que fuera la Troya de Homero. En 1847, un hermano de Frank, Frederick, compró una granja de más de 2000 acres en Akca Koy, que incluía parte de la colina Hisarlik. Ésta resultó ser una importante adquisición. Hacia 1852, Frank colaboraba con sus hermanos, Frederick y James en sus funciones consulares.
Frank continuó ayudando a sus hermanos en sus carreras. En 1855, mientras Frederick se dedicaba a asuntos relacionados con la guerra de Crimea, Frank continuó desarrollando la mayor parte de la correspondencia oficial del consulado. Ocasionalmente entre 1856 y 1858, ocupó el puesto de Frederick como cónsul británico en funciones. 
Frank llevó a cabo excavaciones exploratorias en los terrenos de su familia, que incluían la mitad oriental de la colina Hisarlik; la occidental pertenecía al Gobierno turco. Estaba convencido de que allí se emplazaba la antigua ciudad de Troya. Tras la guerra de Crimea, confió sus opiniones a Heinrich Schliemann. Durante las excavaciones de Schliemann (1873-1890), el alemán recuperó objetos enterrados en Hisarlik y en consecuencia, a él se atribuye el descubrimiento de Troya.
Calvert murió en 1908, después que Schliemann, pero nunca se le asoció oficialmente con el descubrimiento de Troya.